# Врба (Јагодина)
Врба је насељено место града Јагодине у Поморавском округу. Према попису из 2022. има 149 становника (према попису из 2011. било је 207 становника).

## Историја
Село Врба помиње се у дефтеру Смедеревског санџака из 1741. године као село у нахији Левач где је живео кнез Велинко. До Другог српског устанка Врба се налазила у саставу Османског царства. Након Другог српског устанка Врба улази у састав Кнежевине Србије и административно је припадала Јагодинској нахији и Левачкој кнежини све до 1834. године када је Србија подељена на сердарства.

## Демографија
У насељу Врба живи 234 пунолетна становника, а просечна старост становништва износи 49,4 година (47,0 код мушкараца и 51,8 код жена). У насељу има 82 домаћинства, а просечан број чланова по домаћинству је 3,22.
Ово насеље је великим делом насељено Србима (према попису из 2002. године), а у последња три пописа, примећен је пад у броју становника.
|  |

| Демографија | Демографија | Демографија |
| Година      | Становника  | Становника  |
| ----------- | ----------- | ----------- |
| 1948.       | 480         |             |
| 1953.       | 495         |             |
| 1961.       | 489         |             |
| 1971.       | 427         |             |
| 1981.       | 375         |             |
| 1991.       | 293         | 293         |
| 2002.       | 264         | 268         |
| 2011.       | 207         |             |
| 2022.       | 149         |             |

| Етнички састав према попису из 2002.‍ | Етнички састав према попису из 2002.‍ | Етнички састав према попису из 2002.‍ | Етнички састав према попису из 2002.‍ | Етнички састав према попису из 2002.‍ |
| ------------------------------------ | ------------------------------------ | ------------------------------------ | ------------------------------------ | ------------------------------------ |
|                                      |                                      |                                      |                                      |                                      |
| Срби                                 | Срби                                 |                                      | 263                                  | 99,62%                               |
| Украјинци                            | Украјинци                            |                                      | 1                                    | 0,37%                                |
| непознато                            | непознато                            |                                      | 0                                    | 0,0%                                 |

| Врба у пописима Јагодинске нахије — од 1818. до 1829.                             |       |       |       |       |       |       |          |       |       |       |       |       |
| Година пописа                                                                     | 1818. | 1819. | 1820. | 1821. | 1822. | 1823. | 1824/25. | 1825. | 1826. | 1827. | 1828. | 1829. |
| Куће                                                                              | 19    | 18    | 18    | 21    | 20    | 18    | 18       | 18    | 18    | 18    | 20    | 19    |
| Пореске главе*                                                                    | -     | 25    | 24    | 27    | 25    | 24    | 24       | 23    | 22    | 19    | 19    | 18    |
| Арачке главе**                                                                    | 47    | 49    | 52    | 52    | 52    | 52    | 54       | 58    | 60    | 59    | 54    | 55    |
| *Пореске главе = Ожењени мушкарци \| ** Арачке главе = Мушкарци од 7 до 70 година |       |       |       |       |       |       |          |       |       |       |       |       |

| Година пописа     | 1948. | 1953. | 1961. | 1971. | 1981. | 1991. | 2002. |
| ----------------- | ----- | ----- | ----- | ----- | ----- | ----- | ----- |
| Број домаћинстава | 88    | 95    | 102   | 102   | 97    | 91    | 82    |

| Број чланова      | 1  | 2  | 3 | 4  | 5 | 6 | 7 | 8 | 9 | 10 и више | Просек |
| ----------------- | -- | -- | - | -- | - | - | - | - | - | --------- | ------ |
| Број домаћинстава | 16 | 24 | 9 | 14 | 5 | 8 | 4 | 2 | 0 | 0         | 3,22   |

| Пол    | Укупно | Неожењен/Неудата | Ожењен/Удата | Удовац/Удовица | Разведен/Разведена | Непознато |
| ------ | ------ | ---------------- | ------------ | -------------- | ------------------ | --------- |
| Мушки  | 122    | 28               | 82           | 9              | 3                  | 0         |
| Женски | 118    | 8                | 81           | 28             | 1                  | 0         |
| УКУПНО | 240    | 36               | 163          | 37             | 4                  | 0         |

| Пол    | Укупно                    | Пољопривреда, лов и шумарство | Рибарство                            | Вађење руде и камена | Прерађивачка индустрија       |
| ------ | ------------------------- | ----------------------------- | ------------------------------------ | -------------------- | ----------------------------- |
| Мушки  | 58                        | 37                            | 0                                    | 0                    | 11                            |
| Женски | 32                        | 27                            | 0                                    | 0                    | 1                             |
| УКУПНО | 90                        | 64                            | 0                                    | 0                    | 12                            |
| Пол    | Производња и снабдевање   | Грађевинарство                | Трговина                             | Хотели и ресторани   | Саобраћај, складиштење и везе |
| Мушки  | 0                         | 3                             | 3                                    | 0                    | 0                             |
| Женски | 0                         | 0                             | 0                                    | 1                    | 0                             |
| УКУПНО | 0                         | 3                             | 3                                    | 1                    | 0                             |
| Пол    | Финансијско посредовање   | Некретнине                    | Државна управа и одбрана             | Образовање           | Здравствени и социјални рад   |
| Мушки  | 0                         | 0                             | 1                                    | 0                    | 0                             |
| Женски | 0                         | 0                             | 0                                    | 1                    | 2                             |
| УКУПНО | 0                         | 0                             | 1                                    | 1                    | 2                             |
| Пол    | Остале услужне активности | Приватна домаћинства          | Екстериторијалне организације и тела | Непознато            | Непознато                     |
| Мушки  | 1                         | 0                             | 0                                    | 2                    | 2                             |
| Женски | 0                         | 0                             | 0                                    | 0                    | 0                             |
| УКУПНО | 1                         | 0                             | 0                                    | 2                    | 2                             |